# Circuit de Chimay
Le circuit de Chimay est un circuit automobile urbain de Belgique situé dans la province de Hainaut, juste à l'extérieur de la ville de Chimay. Construit en 1926, il connait une activité continue jusqu'en 1972, date à laquelle il ferme pendant de longues périodes et le tracé est remanié pour des raisons de sécurité.

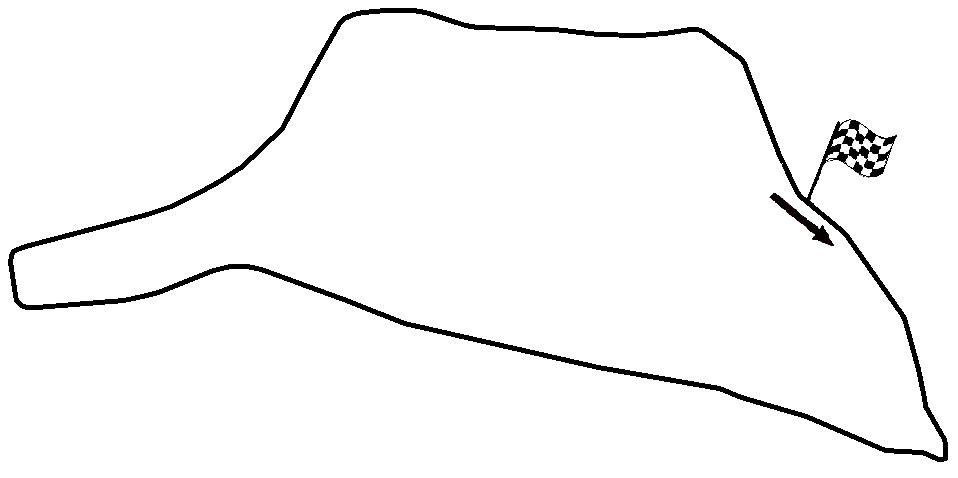
Carte du circuit de Chimay lors du Grand Prix automobile des Frontières jusqu'en 1972.

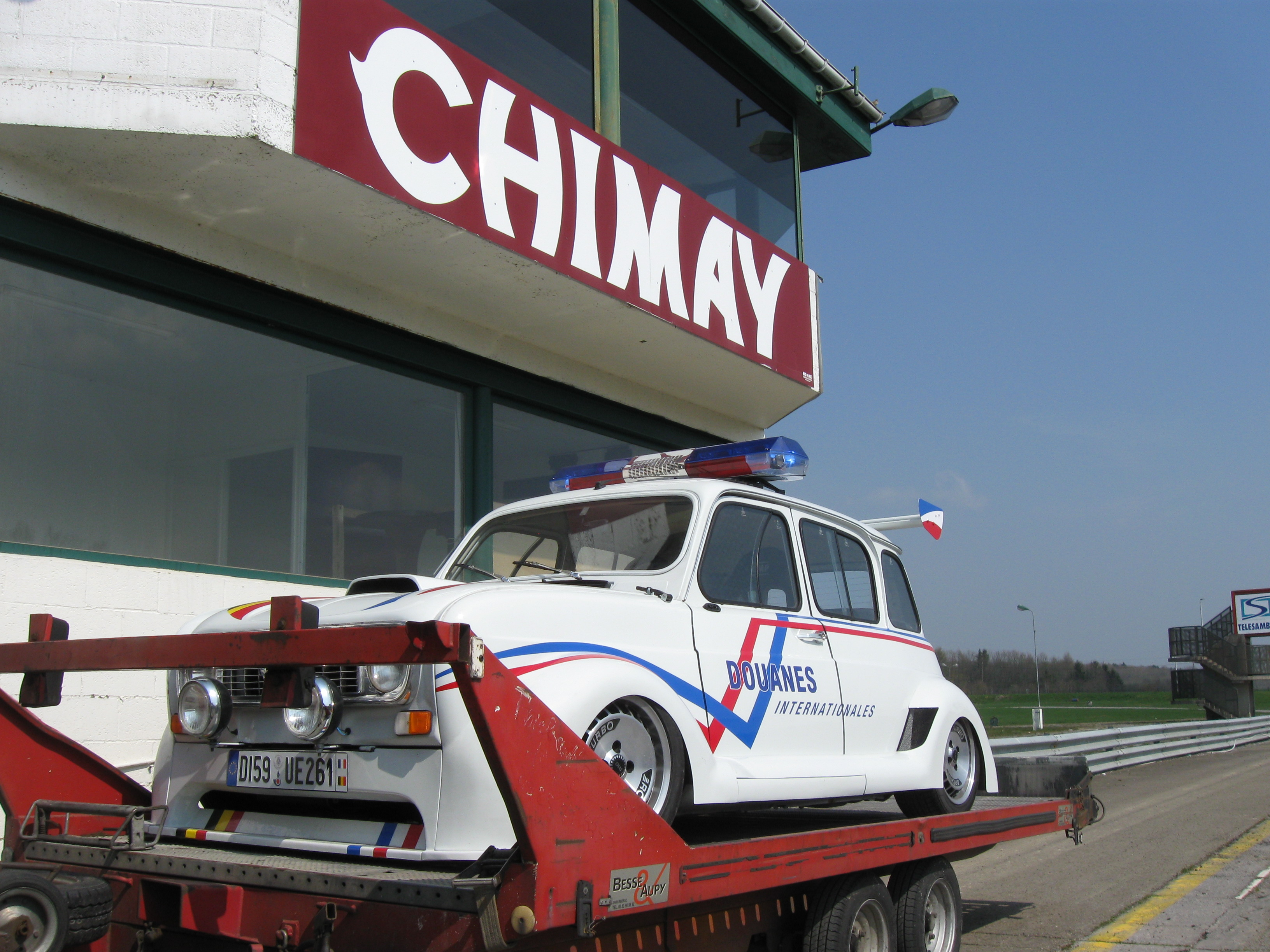
Une Renault 4 au circuit de Chimay en 2008.